# Réseau secret
Réseau secret est un film français réalisé par Jean Bastia et sorti en 1967.

## Fiche technique
- Titre : Réseau secret (titres alternatifs : Les Heures brûlantes du plaisir, Les Espionnes du diable, Les Orgies de la Gestapo)
- Réalisation : Jean Bastia
- Scénario : Jacques Bernard et Jean-Claude Roy
- Photographie : Jean-Jacques Tarbès
- Son : André Louis
- Montage : Roger Cacheux
- Musique : Hubert Degex et Pascal Bastia
- Sociétés de production : Jean-Claude Nelson Productions - Lusofrance
- Pays d'origine :  France
- Tournage : du 11 juillet au 13 août 1966
- Durée : 105 minutes
- Date de sortie : France - 15 novembre 1967 (reprise en 1975 avec des séquences pornographiques additionnelles[1])

## Distribution
- Raymond Loyer
- Christa Lang
- Gabriel Cattand
- Jacques Bernard
- Laure Santana
- Marcel Portier
- Hans Meyer
- Raoul Curet
- Jean-François Rémi